# Rugby

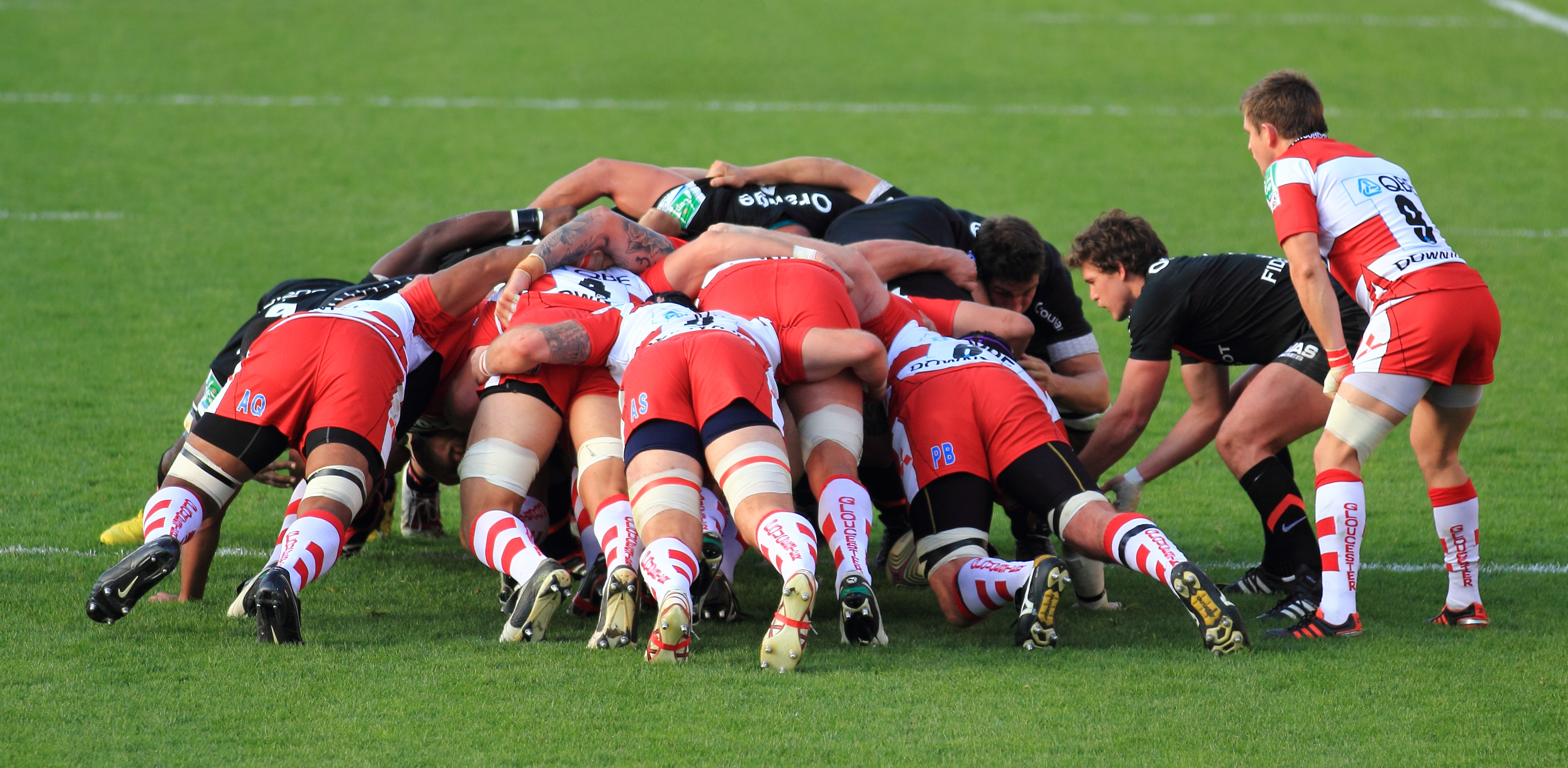
Una partita di rugby tra Stade Toulousain e Gloucester Rugby

Rugby (pron. /ˈrɛɡbi/ o /ˈraɡbi/, in inglese rugby football; in italiano, ormai desueto, pallovale o palla ovale) è il nome generico con cui si indicano gli sport di squadra che hanno per obiettivo segnare una meta e per regola il passaggio all'indietro obbligatorio. Ne esistono quattro varianti principali, di cui due differenziatesi nel Regno Unito alla fine del XIX secolo: il rugby a 15 o rugby union, disputato tra due squadre di 15 giocatori ciascuno, e il rugby a 13 o rugby league, con 13 elementi per squadra.
Oltre alle differenze del numero dei giocatori, le due discipline hanno regole differenti e sono considerate indipendenti l'una dall'altra. La terza, il rugby a 7, si gioca con 7 elementi per squadra ed un tempo di gioco ridotto; risponde alla stessa federazione che gestisce il rugby a 15 ma ha regole, ranking e competizioni propri. Inoltre, come variante del rugby a 13, esiste quello a 9.
Il rugby a 15 è praticato a livello internazionale in buona parte del mondo: nel Regno Unito, nei Paesi dell'ex impero britannico (Irlanda, Australia, Nuova Zelanda, Figi, Sudafrica), nonché in Francia (dove un campionato esiste dalla fine del XIX secolo), Italia (che ha un suo campionato nazionale dal 1929), Argentina, Romania (presente nella Coppa Europa di rugby fin dagli anni sessanta) ed ex Unione Sovietica (dove aveva patrocinatori di rilievo come Jurij Gagarin e la cui eredità è stata raccolta da Russia e soprattutto Georgia); riscuote seguito anche in Giappone, Marocco, Kenya, Namibia e in diverse altre nazioni di Oceania e Asia; il rugby a 13 ha il maggior seguito in Inghilterra, Francia, Australia, Nuova Zelanda e Papua Nuova Guinea, paese quest'ultimo nel quale è lo sport nazionale.
La storia del rugby è unitaria fino al 1895, anno della scissione professionistica del rugby a 13; da allora ci si riferisce più propriamente a rugby a 15 o a 13. Le altre due principali varianti di gioco, più veloci e rapide, si differenziano dalle altre due per il numero dei giocatori: le squadre infatti sono composte da 9 o 7 giocatori che si contendono la partita in un campo di misura regolare (come nel rugby a 15) ma con un tempo di gioco inferiore, facendo riferimento ai codici delle due varianti da cui originano. Proprio il rugby a 7 è entrato a far parte dei Giochi olimpici a partire dalle Olimpiadi di Rio de Janeiro 2016. In precedenza, agli inizi degli anni 1900, fu il rugby a 15 a fare alcune apparizioni fra gli sport olimpici.
Verso la fine del XX secolo cominciò ad avere notevoli sviluppi e progressi tecnici anche il rugby femminile, con l'istituzione nel 1991 della Coppa del Mondo di rugby femminile e in seguito di analoghi tornei internazionali come il Sei Nazioni femminile nel 1996.

## Regole del gioco
Il rugby è uno sport di contatto giocato con una palla ovale tra due squadre di 15 giocatori (nel rugby a XV) o 7 giocatori (nel rugby a 7). L'obiettivo è segnare più punti degli avversari attraverso mete, trasformazioni, calci piazzati e drop.

### Svolgimento del gioco
Il gioco si svolge in due tempi da 40 minuti ciascuno (o 7 minuti nel rugby a 7), con un intervallo di 10 minuti (o 1 o 2 nel rugby a 7). Il pallone può essere passato solo all'indietro o lateralmente con le mani, mentre i giocatori possono avanzare correndo o calciando la palla.

### Punti
I punti si ottengono in diversi modi:  
- Meta (5 punti): quando un giocatore schiaccia la palla nell'area di meta avversaria.  
- Trasformazione (2 punti): calcio in seguito a una meta, che deve passare tra i pali.  
- Calcio piazzato (3 punti): calcio di punizione che passa tra i pali.  
- Drop goal (3 punti): calcio di rimbalzo eseguito in gioco aperto che passa tra i pali.

### Regole fondamentali
- Placcaggi: il giocatore placcato deve rilasciare la palla immediatamente.  
- Fuorigioco: un giocatore è in fuorigioco se si trova davanti alla linea della palla e interferisce con il gioco.  
- Mischia: ripresa del gioco dopo un'infrazione minore, con le prime otto linee di ciascuna squadra che si affrontano.  
- Touche: ripresa del gioco dopo che la palla è uscita dal campo, tramite una rimessa laterale.  
- Ruck e maul: situazioni di gioco in cui i giocatori lottano per il possesso della palla dopo un placcaggio (ruck) o in piedi (maul).

### Falli e sanzioni
I falli sono puniti con calci di punizione, mischie o cartellini:  
- Cartellino giallo: 10 minuti di espulsione temporanea. 
- Cartellino rosso: espulsione definitiva.

### Attrezzatura da rugby
Nel rugby può essere utilizzato un caschetto in materiale leggero e formato da spugnette di gommapiuma. Il regolamento World Rugby ne individua le caratteristiche e vieta l'utilizzo di materiali plastici rigidi o fibbie. Inoltre, come dispositivi di sicurezza si utilizzano anche gomitiere, ginocchiere che devono essere privi di materiali rigidi e i paradenti, spalliere e sotto pantaloncini.

## Storia

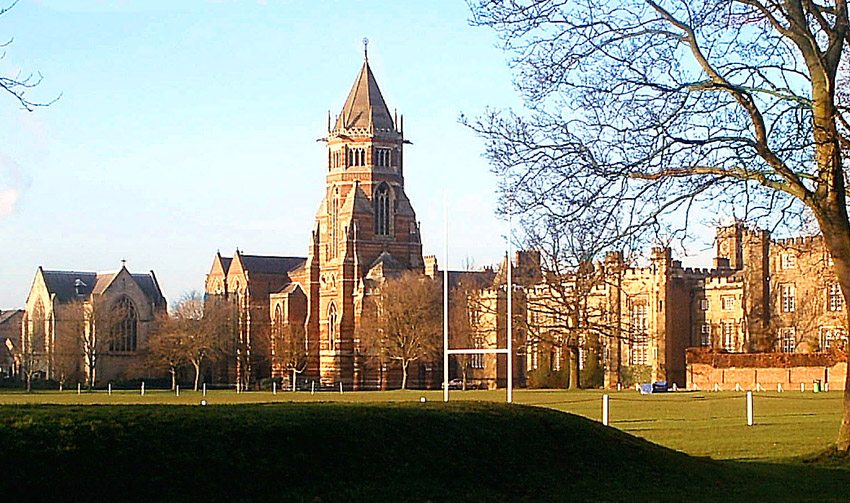
La Rugby School

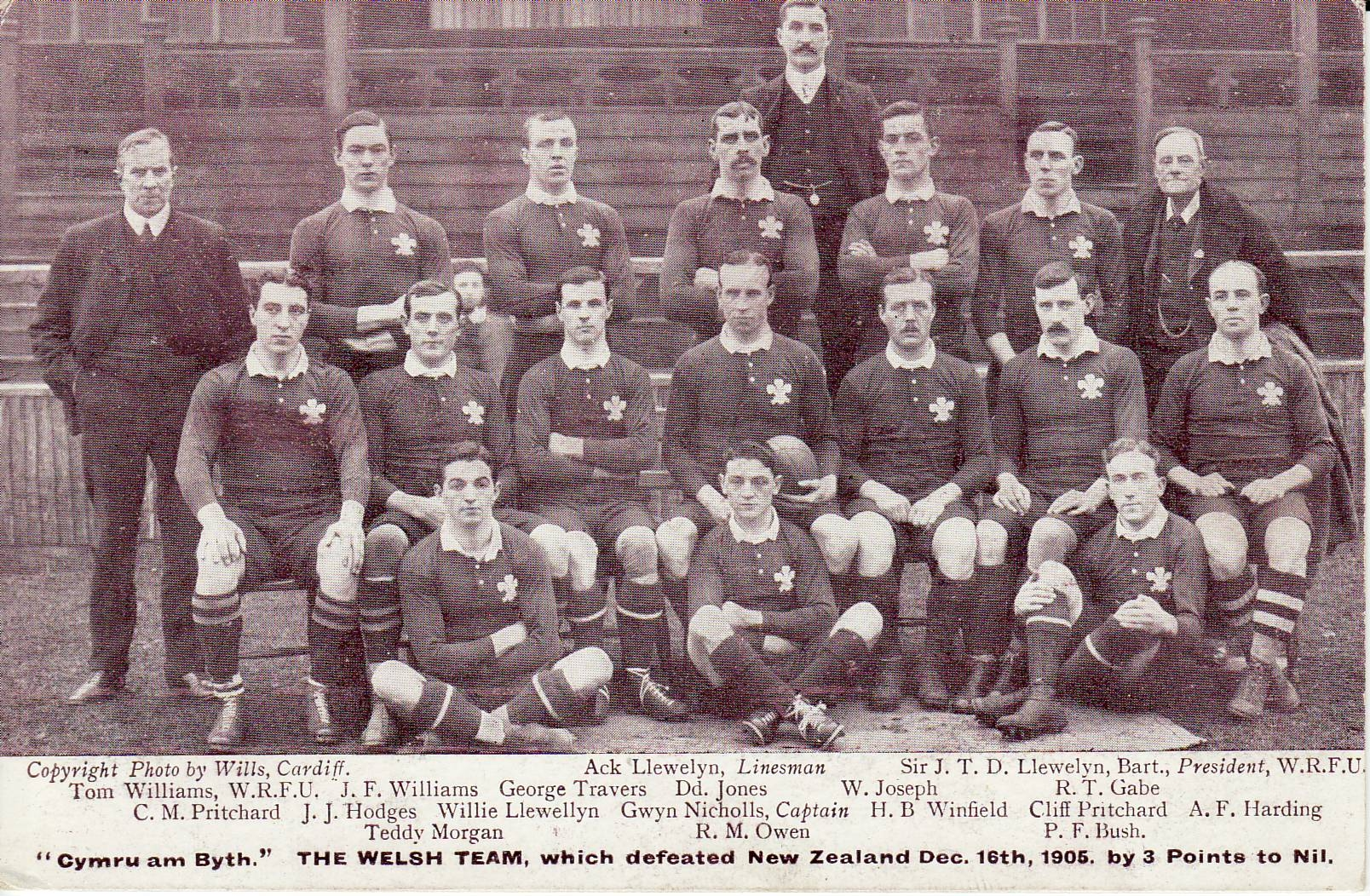
Nazionale gallese rugby union del 1905

Forme antiche di giochi con la palla sono sempre esistite in ogni angolo del pianeta: fra queste, le più note sono l'episkyros greco, l'harpastum romano, il calcio storico fiorentino e la soule francese. In origine il termine inglese football, contrariamente a quello che si pensa, non indicava necessariamente giochi in cui era previsto calciare il pallone, ma tutti quelli praticati dagli artigiani e dai contadini "a piedi" (to play at ball on foot, da cui il sostantivo moderno football), diversamente dai nobili che utilizzavano i cavalli per i propri passatempi. Nel corso dei secoli, i vari football furono introdotti in molte public schools inglesi, con regolamenti dunque differenti sia riguardo alla forma del pallone e al modo di maneggiarlo o calciarlo, sia al numero di giocatori in campo.
La leggenda attribuisce a William Webb Ellis, uno studente della città di Rugby, nella contea di Warwickshire, nelle Midlands occidentali, sul fiume Avon l'invenzione dell'omonimo gioco: nel 1823, in occasione di una partita di football giocato con regole ancora non standardizzate, William Webb Ellis raccolse la palla con le mani e iniziò a correre verso la linea di fondo campo avversaria per poi schiacciare la palla oltre la linea di fondo campo. Questo gesto stupì ed incuriosì molte persone, che iniziarono a praticare questo "sport". In onore di William Webb Ellis è tuttora presente una statua di bronzo davanti alla scuola dove è stato "inventato" il rugby.
La mancanza di uniformità di regole fra i vari modi di giocare a football causò una prima, grande, scissione: nel 1863 i rappresentanti di un gruppo di club inglesi decisero di adottare le Regole di Cambridge, in parte modificate, e fondarono la Football Association, dando vita così a quello che da quel momento in avanti sarà internazionalmente conosciuto semplicemente come football (negli Stati Uniti d'America come soccer e in Italia come calcio).
I club che mantennero le Regole di Rugby fondarono, a loro volta, nel 1871, il proprio organismo ufficiale, la Rugby Football Union.
La seconda separazione avvenne all'interno della Rugby Football Union nel 1895 quando, per problemi di natura sociale ed economica, alcuni club del nord dell'Inghilterra formarono la Northern Rugby Football Union, divenuta in seguito la Rugby Football League, la quale ben presto iniziò ad apportare profondi cambiamenti alle regole, fino ad arrivare ad una versione del rugby football decisamente diversa da quella gestita dalla RFU.
Dal momento che le versioni ufficiali del rugby erano a quel punto due, si rese necessario distinguerli anche nel nome: il rugby union era quello gestito dalla RFU e il rugby league era quello disciplinato dalla RFL.

## Cultura
In molti paesi di cultura anglosassone (ma anche in America Latina) il rugby era storicamente considerato uno sport elitario e rigorosamente amatoriale, vale a dire praticato per lo più da membri delle classi agiate. Tuttora, per esempio, molti studenti di scuole non private e scuole secondarie a indirizzo umanistico praticano come sport il rugby union, da questo modello si distaccò la Rugby League dando vita ad una disciplina di stampo semi-professionistico praticato dalle classi medie e lavoratrici. Un superamento di questi stereotipi ideologici si realizzò ben presto e in Inghilterra, lo sport, viene presto inserito nel sistema delle public school (cioè scuole indipendenti/private), mentre nei villaggi del Galles nascono i piccoli club che associano operai, minatori e piccola borghesia.
Dagli anni novanta in poi, con l'avvento del professionismo, molto è cambiato, tutto il sistema è finalizzato a creare giocatori professionisti di alto livello, i club si sono associati in franchigie, è arrivata l'attenzione mediatica e con essa esigenti sponsor, anche il regolamento si è adattato alle mutate esigenze favorendo sempre più la spettacolarità del gioco a discapito delle fasi statiche. Alcuni riti per addetti ai lavori sono venuti meno, ma lo spirito originario è rimasto immutato e accanto al professionismo permangono ancora molti club dilettantistici.
In Nuova Zelanda, Galles e in particolare a Llanelli nella contea di Carmarthenshire, Cornovaglia, Scozia, County Limerick in Irlanda, Linguadoca nella Francia meridionale e le Isole Pacifiche il rugby union è popolare tra le classi lavoratrici. Tuttavia il rugby league viene considerato lo sport delle classi lavoratrici nelle contee inglesi di Yorkshire, Lancashire e Cumbria e negli stati australiani di Nuovo Galles del Sud e Queensland. Nel Regno Unito, il rugby union viene spesso chiamato dai fan "rugger". In alcune regioni il kick off viene chiamato "Rug Off".
A causa della natura dello sport (avvengono durante le partite molti contatti tra i giocatori), il mondo del rugby disapprova il comportamento antisportivo, poiché anche una lieve infrazione delle regole potrebbe provocare seri infortuni. Proprio per questo le federazioni rendono più rigide le regole.

## Rugby nei media

### Cinema
Tra i film più celebri, che trattano anche di rugby, si ricordano:
- Io sono un campione, rugby a 13
- Invictus - L'invincibile, rugby a 15
- Alive - Sopravvissuti, rugby a 15
- Asini, rugby a 15
- Handsome Devil, rugby a 15
- La lingua del santo, rugby a 15
- I cinghiali di Portici, rugby a 15
- Forever Strong, rugby a 15.
- Nottetempo, rugby a 15.
- Il terzo tempo, rugby a 15.

### Televisione
Il rugby, soprattutto a 15, gode di una notevole copertura mediatica.
Partite delle varie specialità e competizioni sono trasmesse quotidianamente da molte emittenti nazionali e locali nel mondo.
Tra i tornei di rugby di nazionali, in Italia il torneo Sei Nazioni era trasmesso dalla RAI, da quando le nazionali ammesse erano cinque, con il commento di Paolo Rosi poi di Andrea Fusco e Vittorio Munari, poi dal 2004 al 2009 è stato trasmesso nella sua integralità in chiaro su LA7, con commento di Paolo Cecinelli e Francesco Mazzariol, dal 2010 fino al 2013 le partite del torneo sono state trasmesse in diretta su Sky Sport e solo in differita su La7, la quale invece continua a trasmettere i test-match autunnali. Dal 2013 al 2019 invece, il Sei Nazioni è trasmesso nella sua integralità dal canale DMAX (Italia) del gruppo Discovery. Grazie a un accordo con la Rai, invece, le partite del massimo campionato professionale italiano vengono trasmesse su Rai Sport satellite e digitale terrestre nonché in streaming. Sempre Rosi commentò molte partite della nazionale per Campionato europeo per Nazioni di rugby e Coppa del Mondo di rugby 1987; ovviamente il campionato mondiale di rugby a 15 è la competizione rugbistica più seguìta ed è diventata uno degli eventi sportivi più importanti: 30 secondi di pubblicità durante la finale costano cifre molto elevate.
Le competizioni The Rugby Championship, Super Rugby, Heineken Cup, European Rugby Challenge Cup, National Rugby League e Super League sono solitamente trasmessi da Eurosport e Sky Sport, il Pro14, dopo essere passato attraverso Italia 2, Nuvolari, Rai Sport e The Rugby Channel, è attualmente in onda su DAZN; i campionati mondiali e principali competizioni di rugby a 7 in passato son stati trasmessi da Sky Sport e Sportitalia; quest'ultima ha trasmesso per anni Total Rugby programma di un'ora curato direttamente dall'IRB e condotto ogni giovedì dall'ex rugbista a 15 di Serie A Luca Tramontin e dalla giornalista Daniela Scalia, inizialmente come spazio a sé stante poi all'interno del contenitore ovale SI Rugby. Le prime edizioni del Tri Nations furono trasmesse in differita da TMC Monte Carlo che diede agli appassionati italiani la possibilità di vedere molte partite in chiaro.
Tra i documentari televisivi:
- I giganti dell'Aquila: trasmesso da Rai Educational e RAI3, che racconta le imprese sportive e umanitarie dei professionisti aquilani di rugby a 15 dopo il terremoto
- Liberi a meta: trasmesso da RAI3, che racconta le imprese sportive di una squadra di detenuti di un penitenziario italiano
- DMAX Rugby Stories, dedicato alle piccole storie legate all'ovale

### Animazione
All Out!! è uno spokon manga ambientato in una squadra di rugby a 15. Ha avuto una trasposizione anime nel 2016.

## Maggiori tornei
Rugby a 15

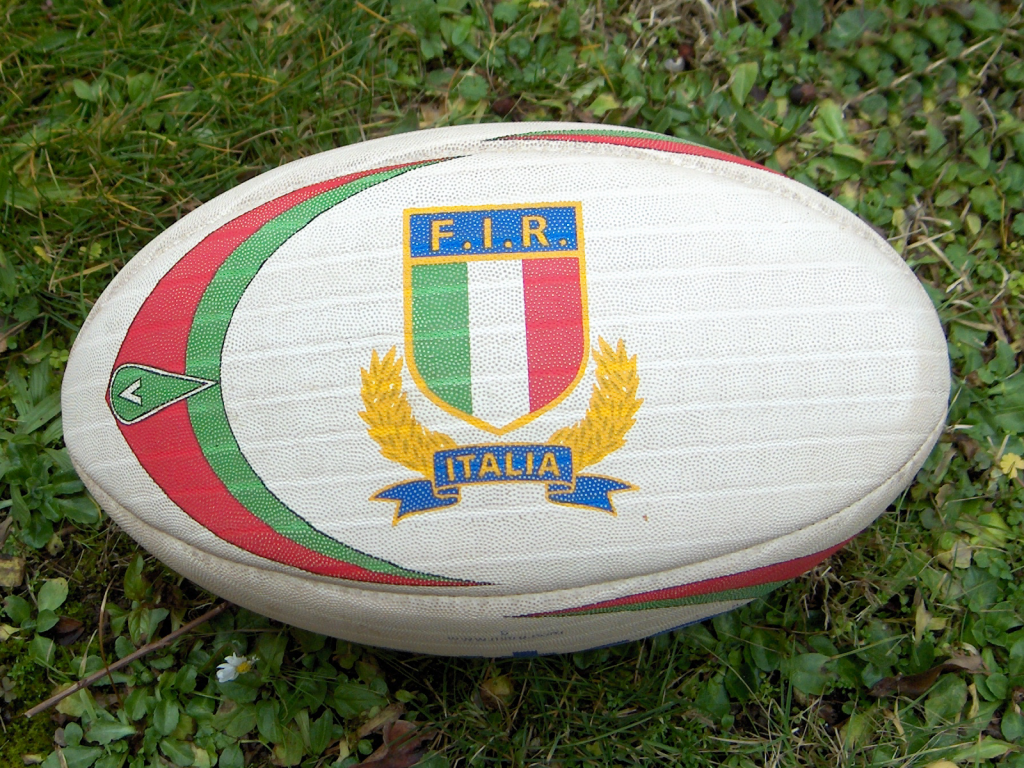
Pallone da rugby union regolamentare.

- European Rugby Champions Cup: torneo riservato a club e selezioni delle sei federazioni europee principali (Francia, Galles, Inghilterra, Irlanda, Italia e Scozia);
- European Rugby Challenge Cup: competizione europea per club, di seconda fascia rispetto alla Champions Cup, aperta anche agli altri paesi europei;
- English Premiership: campionato nazionale inglese;
- Top 14: campionato nazionale francese;
- United Rugby Championship (ex Pro 14): campionato intercontinentale riservato a selezioni regionali e franchigie di Galles, Irlanda, Italia, Scozia e Sudafrica;
- Super Rugby: campionato intercontinentale a cui partecipano selezioni regionali di Australia, Nuova Zelanda e Sudafrica e, a partire dall'edizione 2016, anche di Argentina e Giappone, nazioni rappresentate ciascuna da una franchigia;
- Top League: campionato nazionale giapponese;
- TOP10: campionato nazionale italiano;
- Sei Nazioni: torneo annuale fra le nazionali di Francia, Galles, Inghilterra, Irlanda, Italia e Scozia;
- The Rugby Championship: torneo annuale dell'emisfero sud, riservato alle nazionali di Argentina, Australia, Nuova Zelanda e Sudafrica;
- Coppa del Mondo: campionato mondiale per nazionali con cadenza quadriennale.

Rugby a 13
- Super League: massimo campionato europeo per club[5];
- National Rugby League Premiership: campionato riservato a club australiani e neozelandesi[6];
- World Club Challenge: incontro annuale fra i club campioni della Super League e dell'NRL Premership;
- Four Nations: torneo annuale cui partecipano le nazionali di Australia, Inghilterra, Nuova Zelanda e, a rotazione, un'europea e una del Sud Pacifico;
- Coppa d'Europa di rugby a 13: torneo destinato alle nazionali europee;
- European Shield: torneo destinato alle nazionali europee minori;
- Pacific Cup: competizione alla quale partecipano le nazionali del Sud Pacifico;
- State of Origin: serie annuale di tre incontri fra le selezioni australiane del Nuovo Galles del Sud e del Queensland;
- Coppa del Mondo: campionato mondiale per nazionali con cadenza quadriennale (l'ultimo si è svolto in Inghilterra e Galles nel 2013 con la vittoria dell'Australia).

Rugby a 7
- Giochi olimpici: nel 2016 il rugby a 7 debuttò tra gli sport olimpici;
- Coppa del Mondo: competizione quadriennale che assegna la Melrose Cup ai campioni del mondo;
- World Rugby Sevens Series: serie di tornei, ospitati da varie nazioni in tutto il mondo, a cui partecipano annualmente le selezioni nazionali;
- Sevens Grand Prix Series: torneo annuale a cui partecipano le nazionali europee, a quest'ultimo si può partecipare solo su invito;
- Giochi del Commonwealth: competizione quadriennale che vede impegnate le nazionali appartenenti al Commonwealth;
- Melrose Sevens: storico torneo per club ospitato dalla città che diede i natali al rugby a 7.

## Altre varianti del rugby
- Rugby a 10
- Rugby a 9
- Touch Rugby
- Touch Rugby IRB
- Beach Rugby
- Tag Rugby

## Derivati del rugby
- Football americano
- Football canadese
- Football australiano

## Il mini rugby
Oltre agli aspetti legati alla socializzazione, al rispetto dei princìpi e delle regole, il mini rugby offre l'opportunità per i bambini di confrontarsi con la propria e altrui aggressività in un contesto di gioco. In Italia la Federazione Italiana Rugby ha un settore dedicato alla promozione del mini rugby nelle scuole, dove vengono attivati progetti finalizzati all'educazione e alla formazione degli alunni. Si parla di mini rugby per i bambini di età compresa fra i 5 e i 12 anni, suddivisi in under 6, under 8, under 10 e under 12.
Il mini rugby inoltre è un gioco che favorisce socializzazione e integrazione: possono giocare in squadre miste sia bambini che bambine.